# Plastic 2 Mercy
Singles de Pla2me
UNIT
(6 janvier 2015)
Plastic 2 Mercy est le premier single du duo féminin japonais Pla2me, puis renommé POP (Period Of Plastic 2 Mercy), sorti en septembre 2014.

## Détails du single
Ce single est le premier disque du groupe et marque alors les débuts du groupe d'idoles. Le single sort le 30 septembre 2014 en ne seule édition. Il atteint la 21e place du classement hebdomadaire des ventes de l'Oricon.
Le CD contient deux chansons principales : la chanson-titre Plastic 2 Mercy, une chanson inédite en face B too misery ; ainsi que leurs versions instrumentales. Les chansons sont produites par Kenta Matsumura qui a auparavant travaillé avec le groupe BiS dont un des membres de Pla2me, Saki Kamiya, en faisait partie.
La chanson-titre a été chantée lors de la première apparition du groupe au Tokyo Idol Festival 2014 en août 2014. Une vidéo du live a été enregistrée et mise en ligne sur YouTube.
La chanson-titre Plastic 2 Mercy est par ailleurs reprise par la nouvelle formation du groupe renommé POP (Period Of Plastic 2 Mercy) et figure sur le ministre album P.O.P en août 2015.

## Liste des titres
| 1. | Plastic 2 Mercy                |  |
| 2. | too misery                     |  |
| 3. | Plastic 2 Mercy (Instrumental) |  |
| 4. | too misery (Instrumental)      |  |